# X Factor (Italia) (seconda edizione)
La seconda edizione del talent show musicale X Factor è andata in onda in prima serata su Rai 2 dal 12 gennaio al 19 aprile 2009 (ad eccezione della finale trasmessa su Rai 1) per quattordici puntate. L'edizione ha iniziato le trasmissioni il 12 gennaio 2009, ogni lunedì, scontrandosi così con la nona edizione del Grande Fratello. Dal 17 marzo 2009, il programma si è spostato al martedì. Martedì 7 aprile 2009 il programma non è andato in onda per rispetto alle vittime del terremoto dell'Abruzzo. La semifinale è quindi stata rinviata al 14 aprile. La finale è andata in onda il 19 aprile su Rai 1. I candidati che hanno partecipato alla prima fase dei provini sono stati circa 21.000, ma solo 200 sono arrivati alla seconda fase, quella del Bootcamp.
Il premio per il vincitore è stato un contratto discografico del valore di 300.000 € e la pubblicazione del singolo contenente l'inedito proposto, la sera della finale, dal vincitore. Al sabato andava in onda il Processo a X Factor, un talk show dove si "processavano" i giudici e i concorrenti con opinionisti in studio. Ha condotto sempre Francesco Facchinetti. Nella serata finale del 19 aprile è stato proclamato vincitore della seconda edizione Matteo Becucci, che rientrava fra gli artisti affidati al cantante Morgan. Nonostante non abbia vinto, la cantante di maggior successo dell'edizione è stata Noemi, artista amatissima dal pubblico che faceva parte della squadra di Morgan.
Durante l'estate 2009 i ragazzi di X Factor che hanno avuto maggiore successo sono stati impegnati nell'X Factor Tour.
L'8 marzo 2009 Simona Ventura ha ritirato al Teatro Ariston di Sanremo il Premio Regia Televisiva per la categoria Top Ten.

## Giudici e presentatore
I giudici della prima stagione sono stati riconfermati per la seconda edizione del programma. Sono stati, nuovamente, Simona Ventura, Morgan (Marco Castoldi) e Mara Maionchi i capitani delle tre categorie, coloro che si fronteggeranno per far prevalere un cantante del proprio gruppo e trovare la nuova popstar italiana.
Confermato anche il presentatore, Francesco Facchinetti, che ha condotto le strisce quotidiane in daytime e la puntata serale del lunedì.

## Il programma

### Provini
La fase dei provini di fronte ai tre giudici è stata trasmessa da martedì 25 novembre a sabato 20 dicembre. Alla fine di questa fase, circa 200 artisti sono rimasti in lizza per un posto nella rosa finale; la produzione ha anche assegnato ai tre giudici le rispettive categorie da rappresentare. La divisione è avvenuta nel seguente modo:
- Ventura: 16-24
- Maionchi: gruppi vocali
- Morgan: 25+

### Bootcamp
In questa fase, in onda da lunedì 22 dicembre, i giudici hanno avuto la possibilità di scegliere, individualmente, i cantanti da far passare al terzo provino. Il bootcamp, diviso in due giorni, ha visto ridursi gradualmente tutti i cantanti che avevano ottenuto almeno due sì su tre nella prima fase, fino ad arrivare ad un gruppo di otto semi-finalisti. Nelle giornate di lunedì 22 e martedì 23 sono andate in onda le scelte di Mara Maionchi, per quanto riguarda i gruppi vocali, aiutata da Gaudi, che l'anno scorso fu il vocal coach di Morgan (sempre nella categoria dei gruppi vocali). Dal 1º gennaio, dopo la pausa natalizia, vengono mostrate le scelte di Morgan e Simona Ventura. Ogni giudice è stato aiutato, nella scelta, da un vocal coach. Alla fine dei bootcamp, ogni giudice ha scelto otto candidati da portare alla scelta finale.
- Simona Ventura (aiutata da Stefano Magnanensi) (categoria 16-24): Serena Abrami, Alberto Aluigi, Elodie, AmbraMarie Facchetti, Maria Grazia Lepore, Jury Magliolo, Daniele Magro, Giacomo Salvietti[2].
- Morgan (aiutato da Andrea Rodini) (categoria 25+): Matteo Becucci, Paola Canestrelli, Damiano Fiorella, Chiara Fratus, Enrico Nordio, Elisa Rossi, Veronica "Noemi" Scopelliti, Vincenzo Novara.
- Mara Maionchi (aiutata da Gaudi) (categoria Gruppi Vocali): Borghi Bros, Farias, Kisito Band, Piurà, Sinacria Sinphony, Sisters of Soul, The Bastard Sons of Dioniso, Yavanna.

### Scelta finale
Alla scelta finale sono arrivati otto finalisti per ogni categoria. Qui sono stati sottoposti ad un ultimo verdetto, sulla base di una sola canzone con la quale convincere il giudice corrispondente per riuscire ad arrivare in finale. Solo quattro artisti per ogni categoria approdarono alla prima puntata serale.
| 16-24         | Ventura  | Stefano Magnanensi | Alberto Aluigi    | Elodie Di Patrizi | Maria Grazia Lepore | Jury Magliolo          | Lucia Verdi |
| 25+           | Morgan   | Andrea Rodini      | Paola Canestrelli | Damiano Fiorella  | Chiara Fratus       | Valerio "Tao" Ziglioli |             |
| Gruppi Vocali | Maionchi | Gaudi              | Borghi Bros       | Kisito Band       | Piurà               |                        |             |

Nota: le Yavanna, trio vocale qualificatosi per la scelta finale, non si sono presentate all'ultima selezione poiché, come diranno nei provini per l'edizione successiva, una di loro aveva problemi alla voce.

## Finalisti
I seguenti cantanti sono approdati alla prima puntata del programma.
Legenda:
- Vincitore
- Secondo classificato

- Terzo classificato
- Quarto classificato

- Non finalista
- Ammesso alla gara

- Non ammesso alla gara

| Categoria                     | Cantanti                    | Cantanti                    | Cantanti              | Cantanti          | Cantanti             | Cantanti        | Cantanti    |
| ----------------------------- | --------------------------- | --------------------------- | --------------------- | ----------------- | -------------------- | --------------- | ----------- |
| 25+ (Morgan)                  | Matteo Becucci              | Noemi (Veronica Scopelliti) | Laura Binda           | Enrico Nordio     | Chiarastella Calconi | Vincenzo Novara | Elisa Rossi |
| Gruppi Vocali (Mara Maionchi) | The Bastard Sons of Dioniso | Farias                      | Sisters of Soul       | Sinacria Sinphony | N.D.                 | N.D.            | N.D.        |
| 16-24 (Simona Ventura)        | Jury Magliolo               | Daniele Magro (cantautore)  | Ambra Marie Facchetti | Serena Abrami     | Giacomo Salvietti    | N.D.            | N.D.        |

| Categoria                     | Integrazioni                         | Integrazioni   | Integrazioni         | Integrazioni      |
| Categoria                     | 3ª Puntata                           | 5ª Puntata     | 7ª Puntata           | 10ª Puntata       |
| ----------------------------- | ------------------------------------ | -------------- | -------------------- | ----------------- |
| 25+ (Morgan)                  | Andrea Gioacchini nome d'arte: Giops | Claudia Macori | Chiarastella Calconi | Laura Binda       |
| Gruppi Vocali (Mara Maionchi) | Retroscena                           | Miss Sunshine  | John Frog            | Antani            |
| 16-24 (Simona Ventura)        | Iris Ramaj                           | Jury Magliolo  | Giulia Boscolo       | Silvia Bevilacqua |

## Ascolti
| Data               | Spettatori | Share  | Data               | Spettatori | Share  |
| ------------------ | ---------- | ------ | ------------------ | ---------- | ------ |
| Lunedì 12 gennaio  | 3 146 000  | 14,37% | Lunedì 9 marzo     | 3 361 000  | 15,37% |
| Lunedì 19 gennaio  | 2 815 000  | 12,60% | Martedì 17 marzo   | 2 781 000  | 13,29% |
| Lunedì 26 gennaio  | 3 177 000  | 14,35% | Martedì 24 marzo   | 2 831 000  | 12,90% |
| Lunedì 2 febbraio  | 3 235 000  | 14,15% | Martedì 31 marzo   | 3 335 000  | 15,63% |
| Lunedì 9 febbraio  | 2 901 000  | 12,25% | Martedì 14 aprile  | 3 190 000  | 15,94% |
| Lunedì 16 febbraio | 3 060 000  | 13,92% | Domenica 19 aprile | 4 437 000  | 22,76% |
| Lunedì 23 febbraio | 3 131 000  | 13,76% |                    |            |        |
| Lunedì 2 marzo     | 3 198 000  | 14,04% | Media              | 3 186 000  | 14,67% |

| La puntata del 19 aprile è andata in onda su Rai 1. |

## Riassunto delle puntate
- 16-24 (Simona Ventura)
- +25 (Morgan)
- Gruppi Vocali (Mara Maionchi)

|            |                             | 1ª Puntata                         | 2ª Puntata             | 3ª Puntata             | 4ª Puntata              | 5ª Puntata                  | 6ª Puntata                              | 7ª Puntata             | 8ª Puntata                              | 9ª Puntata             | 10ª Puntata            | 11ª Puntata             | 12ª Puntata             | 13ª Puntata             | FINALE 14ª Puntata      | FINALE 14ª Puntata                 |
| ---------- | --------------------------- | ---------------------------------- | ---------------------- | ---------------------- | ----------------------- | --------------------------- | --------------------------------------- | ---------------------- | --------------------------------------- | ---------------------- | ---------------------- | ----------------------- | ----------------------- | ----------------------- | ----------------------- | ---------------------------------- |
| 1º round   | 2º round                    | 1ª Puntata                         | 2ª Puntata             | 3ª Puntata             | 4ª Puntata              | 5ª Puntata                  | 6ª Puntata                              | 7ª Puntata             | 8ª Puntata                              | 9ª Puntata             | 10ª Puntata            | 11ª Puntata             | 12ª Puntata             | 13ª Puntata             |                         |                                    |
|            | Matteo                      | Salvo                              | Salvo                  | Salvo                  | Salvo                   | Salvo                       | Salvo                                   | Salvo                  | Salvo                                   | Salvo                  | Salvo                  | Salvo                   | Salvo                   | Salvo                   | Salvo                   | Vincitore 51% (su 2) (14ª Puntata) |
|            | The Bastard Sons of Dioniso | Salvi                              | Salvi                  | Salvi                  | Salvi                   | Salvi                       | Salvi                                   | Salvi                  | Salvi                                   | Salvi                  | Salvi                  | Salvi                   | Salvi                   | Salvi                   | Salvi                   | Secondi 49% (su 2) (14ª Puntata)   |
|            | Jury                        | Non in gara                        | Non in gara            | Non in gara            | Non in gara             | Non in gara                 | Salvo                                   | Salvo                  | Salvo                                   | Salvo                  | Salvo                  | Ultimi due              | Ultimi due              | Ultimi due              | Ultimo                  | Terzo 17% (su 3) (14ª Puntata)     |
|            | Daniele Magro (cantautore)  | Salvo                              | Salvo                  | Salvo                  | Salvo                   | Salvo                       | Ultimi due                              | Salvo                  | Ultimi due                              | Salvo                  | Salvo                  | Salvo                   | Salvo                   | Ultimi due              | Eliminato (13ª Puntata) | Eliminato (13ª Puntata)            |
|            | Noemi                       | Salva                              | Salva                  | Salva                  | Salva                   | Salva                       | Salva                                   | Ultimi due             | Salva                                   | Salva                  | Ultimi due             | Salva                   | Ultimi due              | Eliminata (12ª Puntata) | Eliminata (12ª Puntata) | Eliminata (12ª Puntata)            |
|            | Laura                       | Non in gara                        | Non in gara            | Non in gara            | Non in gara             | Non in gara                 | Non in gara                             | Non in gara            | Non in gara                             | Non in gara            | Non in gara            | Ultimi due              | Eliminata (11ª Puntata) | Eliminata (11ª Puntata) | Eliminata (11ª Puntata) | Eliminata (11ª Puntata)            |
|            | Enrico                      | Salvo                              | Salvo                  | Salvo                  | Salvo                   | Salvo                       | Salvo                                   | Salvo                  | Salvo                                   | Ultimi due             | Ultimi due             | Eliminato (10ª Puntata) | Eliminato (10ª Puntata) | Eliminato (10ª Puntata) | Eliminato (10ª Puntata) | Eliminato (10ª Puntata)            |
|            | Farias                      | Salvi                              | Ultimi due             | Salvi                  | Salvi                   | Ultimi due                  | Salvi                                   | Salvi                  | Salvi                                   | Ultimi due             | Eliminati (9ª Puntata) | Eliminati (9ª Puntata)  | Eliminati (9ª Puntata)  | Eliminati (9ª Puntata)  | Eliminati (9ª Puntata)  | Eliminati (9ª Puntata)             |
|            | Chiarastella                | Non in gara                        | Non in gara            | Non in gara            | Non in gara             | Non in gara                 | Non in gara                             | Non in gara            | Ultimi due                              | Eliminata (8ª Puntata) | Eliminata (8ª Puntata) | Eliminata (8ª Puntata)  | Eliminata (8ª Puntata)  | Eliminata (8ª Puntata)  | Eliminata (8ª Puntata)  | Eliminata (8ª Puntata)             |
|            | Andrea                      | Non in gara                        | Non in gara            | Non in gara            | Salvo                   | Salvo                       | Salvo                                   | Ultimi due             | Eliminato (7ª Puntata)                  | Eliminato (7ª Puntata) | Eliminato (7ª Puntata) | Eliminato (7ª Puntata)  | Eliminato (7ª Puntata)  | Eliminato (7ª Puntata)  | Eliminato (7ª Puntata)  | Eliminato (7ª Puntata)             |
|            | AmbraMarie                  | Salva                              | Salva                  | Ultimi due             | Salva                   | Salva                       | Ultimi due                              | Eliminata (6ª Puntata) | Eliminata (6ª Puntata)                  | Eliminata (6ª Puntata) | Eliminata (6ª Puntata) | Eliminata (6ª Puntata)  | Eliminata (6ª Puntata)  | Eliminata (6ª Puntata)  | Eliminata (6ª Puntata)  | Eliminata (6ª Puntata)             |
|            | Sisters of Soul             | Ultimi due                         | Salve                  | Salve                  | Ultimi due              | Ultimi due                  | Eliminate (5ª Puntata)                  | Eliminate (5ª Puntata) | Eliminate (5ª Puntata)                  | Eliminate (5ª Puntata) | Eliminate (5ª Puntata) | Eliminate (5ª Puntata)  | Eliminate (5ª Puntata)  | Eliminate (5ª Puntata)  | Eliminate (5ª Puntata)  | Eliminate (5ª Puntata)             |
|            | Serena                      | Salva                              | Salva                  | Salva                  | Ultimi due              | Eliminata (4ª Puntata)      | Eliminata (4ª Puntata)                  | Eliminata (4ª Puntata) | Eliminata (4ª Puntata)                  | Eliminata (4ª Puntata) | Eliminata (4ª Puntata) | Eliminata (4ª Puntata)  | Eliminata (4ª Puntata)  | Eliminata (4ª Puntata)  | Eliminata (4ª Puntata)  | Eliminata (4ª Puntata)             |
|            | Giacomo                     | Salvo                              | Salvo                  | Ultimi due             | Eliminato (3ª Puntata)  | Eliminato (3ª Puntata)      | Eliminato (3ª Puntata)                  | Eliminato (3ª Puntata) | Eliminato (3ª Puntata)                  | Eliminato (3ª Puntata) | Eliminato (3ª Puntata) | Eliminato (3ª Puntata)  | Eliminato (3ª Puntata)  | Eliminato (3ª Puntata)  | Eliminato (3ª Puntata)  | Eliminato (3ª Puntata)             |
|            | Elisa                       | Salva                              | Ultimi due             | Eliminata (2ª Puntata) | Eliminata (2ª Puntata)  | Eliminata (2ª Puntata)      | Eliminata (2ª Puntata)                  | Eliminata (2ª Puntata) | Eliminata (2ª Puntata)                  | Eliminata (2ª Puntata) | Eliminata (2ª Puntata) | Eliminata (2ª Puntata)  | Eliminata (2ª Puntata)  | Eliminata (2ª Puntata)  | Eliminata (2ª Puntata)  | Eliminata (2ª Puntata)             |
|            | Sinacria Sinphony           | Ultimi due                         | Eliminati (1ª Puntata) | Eliminati (1ª Puntata) | Eliminati (1ª Puntata)  | Eliminati (1ª Puntata)      | Eliminati (1ª Puntata)                  | Eliminati (1ª Puntata) | Eliminati (1ª Puntata)                  | Eliminati (1ª Puntata) | Eliminati (1ª Puntata) | Eliminati (1ª Puntata)  | Eliminati (1ª Puntata)  | Eliminati (1ª Puntata)  | Eliminati (1ª Puntata)  | Eliminati (1ª Puntata)             |
| Ultimi due | Ultimi due                  | Sisters of Soul, Sinacria Sinphony | Elisa, Farias          | Ambra Marie, Giacomo   | Sisters of Soul, Serena | Sisters of Soul, Farias     | Daniele Magro (cantautore), Ambra Marie | Andrea, Noemi          | Daniele Magro (cantautore) Chiarastella | Enrico, Farias         | Enrico, Noemi          | Laura, Jury             | Noemi, Jury             | Daniele, Jury           | -                       | -                                  |
|            | Voto di Mara                | -                                  | Elisa                  | Giacomo                | Serena                  | Sisters of Soul             | Ambra Marie                             | Noemi                  | Chiarastella                            | Enrico                 | Enrico                 | Laura                   | Noemi                   | Daniele                 | -                       | -                                  |
|            | Voto di Morgan              | Sinacria Sinphony                  | Farias                 | Giacomo                | Serena                  | Farias                      | Daniele Magro (cantautore)              | Andrea                 | Daniele Magro (cantautore)              | Farias                 | -                      | Jury                    | Jury                    | Jury                    | -                       | -                                  |
|            | Voto di Simona              | Sinacria Sinphony                  | Elisa                  | -                      | Sisters of Soul         | Sisters of Soul             | Ambra Marie                             | Andrea                 | Chiarastella                            | Farias                 | Enrico                 | Laura                   | Noemi                   | Daniele                 | -                       | -                                  |
| Eliminati  | Eliminati                   | Sinacria Sinphony 2 voti su 2      | Elisa 2 voti su 3      | Giacomo 2 voti su 2    | Serena 2 voti su 3      | Sisters of Soul 2 voti su 3 | Ambra Marie 2 voti su 3                 | Andrea 2 voti su 3     | Chiarastella 2 voti su 3                | Farias 2 voti su 3     | Enrico 2 voti su 2     | Laura 2 voti su 3       | Noemi 2 voti su 3       | Daniele 2 voti su 3     | Jury terzo              | Bastard 49%                        |
| Eliminati  | Eliminati                   | Sinacria Sinphony 2 voti su 2      | Elisa 2 voti su 3      | Giacomo 2 voti su 2    | Serena 2 voti su 3      | Sisters of Soul 2 voti su 3 | Ambra Marie 2 voti su 3                 | Andrea 2 voti su 3     | Chiarastella 2 voti su 3                | Farias 2 voti su 3     | Enrico 2 voti su 2     | Laura 2 voti su 3       | Noemi 2 voti su 3       | Daniele 2 voti su 3     | Jury terzo              | Matteo 51%                         |

## Dettaglio delle puntate

### Prima puntata
- Data:  lunedì 12 gennaio 2009
- Ospiti:  Giusy Ferreri e gli Aram Quartet
- Canzoni cantate dagli ospiti:  medley Non ti scordar mai di me e Chi (Who), eseguite da entrambi gli ospiti, Stai fermo lì cantata da Giusy.

| Ordine       | Cantante                    | Giudice  | Canzone (cantante originale)                                  | Risultato  |
| ------------ | --------------------------- | -------- | ------------------------------------------------------------- | ---------- |
| 1            | Daniele Magro (cantautore)  | Ventura  | Crazy (Gnarls Barkley)                                        | Salvo      |
| 2            | Elisa                       | Morgan   | Sì, viaggiare (Lucio Battisti)                                | Salva      |
| 3            | The Bastard Sons of Dioniso | Maionchi | Tutto nero (Caterina Caselli)                                 | Salvi      |
| 4            | Giacomo                     | Ventura  | Dicono di me (Cesare Cremonini)                               | Salvo      |
| 5            | Noemi                       | Morgan   | Un anno d'amore (Mina)                                        | Salva      |
| 6            | Sisters of Soul             | Maionchi | Manic Monday (The Bangles)                                    | Ultimi due |
|              |                             |          |                                                               |            |
| 7            | Matteo                      | Morgan   | La notte (Adamo)                                              | Salvo      |
| 8            | Farias                      | Maionchi | Bocca di Rosa (Fabrizio De André)                             | Salvi      |
| 9            | Serena                      | Ventura  | Georgia on My Mind (Ray Charles)                              | Salva      |
| 10           | Enrico                      | Morgan   | Take on Me (A-ha)                                             | Salvo      |
| 11           | Sinacria Sinphony           | Maionchi | Sorry Seems to Be the Hardest Word (Elton John)               | Ultimi due |
| 12           | Ambra Marie                 | Ventura  | Wish You Were Here (Pink Floyd)                               | Salva      |
| Ballottaggio |                             |          |                                                               |            |
| 1            | Sisters of Soul             | Maionchi | A Woman's Worth (Alicia Keys) - Di sole e d'azzurro (Giorgia) | Salve      |
| 2            | Sinacria Sinphony           | Maionchi | Seasons of Love (Rent)                                        | Eliminati  |

Voto dei giudici per eliminare:
- Morgan: Sinacria Sinphony, anche se sono più pronti delle SOS
- Ventura: Sinacria Sinphony, dicendo che sarebbe difficile trovare per loro una collocazione discografica. Si scoprirà nella puntata successiva che lui e Simona si erano accordati per eliminare il gruppo più forte.
- Maionchi: non vota perché è già stata raggiunta la maggioranza, ammette che i Sinacria sono tecnicamente forti

### Seconda puntata
- Data:  lunedì 19 gennaio 2009
- Ospite:  Cesare Cremonini
- Canzone cantate dall'ospite:  Figlio di un re

| Ordine       | Cantante                    | Giudice  | Canzone (cantante originale)                                                              | Risultato  |
| ------------ | --------------------------- | -------- | ----------------------------------------------------------------------------------------- | ---------- |
| 1            | Sisters of Soul             | Maionchi | Rosso relativo (Tiziano Ferro)                                                            | Salve      |
| 2            | Enrico                      | Morgan   | Don't Leave Me This Way (Harold Melvin & the Blue Notes)                                  | Salvo      |
| 3            | Ambra Marie                 | Ventura  | Because the Night (Patti Smith)                                                           | Salva      |
| 4            | The Bastard Sons of Dioniso | Maionchi | Just Can't Get Enough (Depeche Mode)                                                      | Salvi      |
| 5            | Elisa                       | Morgan   | On My Own (Nikka Costa)                                                                   | Ultimi due |
| 6            | Daniele Magro (cantautore)  | Ventura  | Think (Aretha Franklin)                                                                   | Salvo      |
|              |                             |          |                                                                                           |            |
| 7            | Giacomo                     | Ventura  | Io vagabondo (che non sono altro) (Nomadi)                                                | Salvo      |
| 8            | Matteo                      | Morgan   | I Should Have Known Better (Jim Diamond)                                                  | Salvo      |
| 9            | Farias                      | Maionchi | Oye como va (Carlos Santana)                                                              | Ultimi due |
| 10           | Serena                      | Ventura  | Anche un uomo (Mina)                                                                      | Salva      |
| 11           | Noemi                       | Morgan   | Albachiara (Vasco Rossi)                                                                  | Salva      |
| Ballottaggio |                             |          |                                                                                           |            |
| 1            | Elisa                       | Morgan   | What the World Needs Now Is Love (Hal David - Burt Bacharach) - Che cosa c'è (Gino Paoli) | Eliminata  |
| 2            | Farias                      | Maionchi | How Deep Is Your Love (Bee Gees) - Questo piccolo grande amore (Claudio Baglioni)         | Salvi      |

Voto dei giudici per eliminare:
- Maionchi: Elisa, per salvare i suoi artisti, i Farias.
- Morgan: Farias, per salvare la sua artista, Elisa.
- Ventura:  Elisa , perché non vuole eliminare un altro gruppo.

### Terza puntata
- Data:  lunedì 26 gennaio 2009
- Ospite:  Seal
- Canzone cantate dall'ospite:  It's a Man's Man's Man's World

| Ordine       | Cantante                    | Giudice  | Canzone (cantante originale)                                                 | Risultato  |
| ------------ | --------------------------- | -------- | ---------------------------------------------------------------------------- | ---------- |
| 1            | Ambra Marie                 | Ventura  | Ti sento (Matia Bazar)                                                       | Ultimi due |
| 2            | Noemi                       | Morgan   | Somebody to Love (Jefferson Airplane)                                        | Salva      |
| 3            | Farias                      | Maionchi | La donna cannone (Francesco De Gregori)                                      | Salvi      |
| 4            | Serena                      | Ventura  | Chasing Pavements (Adele)                                                    | Salva      |
| 5            | Matteo                      | Morgan   | Starman (David Bowie)                                                        | Salvo      |
|              |                             |          |                                                                              |            |
| 6            | Enrico                      | Morgan   | Jump (Van Halen/Paul Anka)                                                   | Salvo      |
| 7            | Giacomo                     | Ventura  | Bruci la città (Irene Grandi)                                                | Ultimi due |
| 8            | Sisters of Soul             | Maionchi | All Around the World (Lisa Stansfield)                                       | Salve      |
| 9            | Daniele Magro (cantautore)  | Ventura  | Closer (Ne-Yo)                                                               | Salvo      |
| 10           | The Bastard Sons of Dioniso | Maionchi | Un ragazzo di strada (I Corvi)                                               | Salvi      |
| Ballottaggio |                             |          |                                                                              |            |
| 1            | Ambra Marie                 | Ventura  | Roxanne (The Police) - Hedonism (Just Because You Feel Good) (Skunk Anansie) | Salva      |
| 2            | Giacomo                     | Ventura  | Mentre tutto scorre (Negramaro) - Se io se lei (Biagio Antonacci)            | Eliminato  |

Voto dei giudici per eliminare:
- Maionchi: Giacomo, ritenendo Ambra più pronta
- Morgan: Giacomo, non volendo lasciare la decisione a Simona e "volendo seguire la musica"
- Ventura: non vota perché è già stata raggiunta la maggioranza.

INTEGRAZIONE
| Ordine | Cantante   | Giudice  | Canzone (cantante originale)                 | Risultato |
| ------ | ---------- | -------- | -------------------------------------------- | --------- |
| 1      | Iris       | Ventura  | Listen (Beyoncé)                             | Eliminata |
| 2      | Retroscena | Maionchi | Sweet Dreams (Are Made of This) (Eurythmics) | Eliminati |
| 3      | Andrea     | Morgan   | Amore caro amore bello (Bruno Lauzi)         | In gara   |

### Quarta puntata
- Data:  lunedì 2 febbraio 2009
- Ospiti:  Fiorella Mannoia e Teo Teocoli
- Canzone cantate dall'ospite:  Il re di chi ama troppo (Mannoia)

| Ordine       | Cantante                    | Giudice  | Canzone (cantante originale)                                  | Risultato  |
| ------------ | --------------------------- | -------- | ------------------------------------------------------------- | ---------- |
| 1            | Sisters of Soul             | Maionchi | This Love (Maroon 5)                                          | Ultimi due |
| 2            | Daniele Magro (cantautore)  | Ventura  | Tutto quello che un uomo (Sergio Cammariere)                  | Salvo      |
| 3            | Noemi                       | Morgan   | Extraterrestre (Eugenio Finardi)                              | Salva      |
| 4            | The Bastard Sons of Dioniso | Maionchi | Rock the Casbah (The Clash)                                   | Salvi      |
| 5            | Andrea                      | Morgan   | Via con me (Paolo Conte)                                      | Salvo      |
|              |                             |          |                                                               |            |
| 6            | Ambra Marie                 | Ventura  | Call me (Blondie)                                             | Salva      |
| 7            | Enrico                      | Morgan   | Ordinary World (Duran Duran)                                  | Salvo      |
| 8            | Farias                      | Maionchi | Fragile (Sting)                                               | Salvi      |
| 9            | Serena                      | Ventura  | In Alto Mare (Loredana Bertè)                                 | Ultimi due |
| 10           | Matteo                      | Morgan   | Mille giorni di te e di me (Claudio Baglioni)                 | Salvo      |
| Ballottaggio |                             |          |                                                               |            |
| 1            | Sisters of Soul             | Maionchi | Emotions (Destiny's Child) - Di sole e d'azzurro (Giorgia)    | Salve      |
| 2            | Serena                      | Ventura  | Georgia on My Mind (Ray Charles) - Tristezza (Ornella Vanoni) | Eliminata  |

Voto dei giudici per eliminare:
- Ventura: Sisters of Soul, per salvare la propria artista, Serena
- Maionchi: Serena, per salvare le proprie artiste, le Sisters of Soul
- Morgan: Serena, ritenendo le Sisters of Soul maggiormente adeguate dal punto di vista discografico e televisivo

### Quinta puntata
- Data:  lunedì 9 febbraio 2009
- Ospiti:  Irene Grandi e Alessandro Gassmann
- Canzone cantata dagli ospiti:  Qualche stupido ti amo (duetto)

| Ordine       | Cantante                    | Giudice  | Canzone (cantante originale)                                             | Risultato  |
| ------------ | --------------------------- | -------- | ------------------------------------------------------------------------ | ---------- |
| 1            | Enrico                      | Morgan   | Grace Kelly (Mika)                                                       | Salvo      |
| 2            | The Bastard Sons of Dioniso | Maionchi | Wild World (Cat Stevens)                                                 | Salvi      |
| 3            | Ambra Marie                 | Ventura  | Run Baby Run (Sheryl Crow)                                               | Salva      |
| 4            | Andrea                      | Morgan   | Voglio vederti danzare (Franco Battiato)                                 | Salvo      |
| 5            | Sisters of Soul             | Maionchi | Splendido splendente (Donatella Rettore)                                 | Ultimi due |
|              |                             |          |                                                                          |            |
| 6            | Noemi                       | Morgan   | Amandoti (Gianna Nannini)                                                | Salva      |
| 7            | Farias                      | Maionchi | La camisa negra (Juanes)                                                 | Ultimi due |
| 8            | Daniele Magro (cantautore)  | Ventura  | All the way (Craig David)                                                | Salvo      |
| 9            | Matteo                      | Morgan   | Stars (Simply Red)                                                       | Salvo      |
| Ballottaggio |                             |          |                                                                          |            |
| 1            | Sisters of Soul             | Maionchi | All Around the World (Lisa Stansfield) - Quello che voglio (Alex Baroni) | Eliminate  |
| 2            | Farias                      | Maionchi | Què grande es tu amor (Optimo) - Historia de un amor (Luis Miguel)       | Salvi      |

Voto dei giudici per eliminare:
- Morgan: Farias, per lasciare la decisione a Mara Maionchi
- Ventura: Sisters of Soul
- Maionchi: Sisters of Soul, motivando la scelta per problemi di coesione e per il fatto che per tre volte sono andate al ballottaggio

INTEGRAZIONE
| Ordine | Cantante      | Giudice  | Canzone (cantante originale)       | Risultato |
| ------ | ------------- | -------- | ---------------------------------- | --------- |
| 1      | Claudia       | Morgan   | Pensiero stupendo (Patty Pravo)    | Eliminata |
| 2      | Jury          | Ventura  | Drops of Jupiter (Tell Me) (Train) | In gara   |
| 3      | Miss Sunshine | Maionchi | I Kissed a Girl (Katy Perry)       | Eliminate |

### Sesta puntata
- Data:  lunedì 16 febbraio 2009
- Ospiti:  Nek e Miguel Bosé
- Canzoni cantate dagli ospiti:  La voglia che non vorrei (Nek)

| Ordine       | Cantante                    | Giudice  | Canzone (cantante originale)                                        | Risultato  |
| ------------ | --------------------------- | -------- | ------------------------------------------------------------------- | ---------- |
| 1            | The Bastard Sons of Dioniso | Maionchi | My Sharona (The Knack)                                              | Salvi      |
| 2            | Noemi                       | Morgan   | Ain't No Sunshine (Bill Withers)                                    | Salva      |
| 3            | Daniele                     | Ventura  | Gocce di memoria (Giorgia)                                          | Ultimi due |
| 4            | Andrea                      | Morgan   | Milano e Vincenzo (Alberto Fortis)                                  | Salvo      |
|              |                             |          |                                                                     |            |
| 5            | Jury                        | Ventura  | Virtual Insanity (Jamiroquai)                                       | Salvo      |
| 6            | Farias                      | Maionchi | Quando nasce un amore (Anna Oxa)                                    | Salvi      |
| 7            | Matteo                      | Morgan   | Stay (Faraway, So Close!) (U2)                                      | Salvo      |
| 8            | Ambra Marie                 | Ventura  | Amore disperato (Nada)                                              | Ultimi due |
| 9            | Enrico                      | Morgan   | Impressioni di settembre (PFM)                                      | Salvo      |
| Ballottaggio |                             |          |                                                                     |            |
| 1            | Daniele Magro (cantautore)  | Ventura  | I Wish (Stevie Wonder) - Fallin' (Alicia Keys)                      | Salvo      |
| 2            | Ambra Marie                 | Ventura  | Wish You Were Here (Pink Floyd) - Who Wants to Live Forever (Queen) | Eliminata  |

Voto dei giudici per eliminare:
- Maionchi: Ambra Marie, "seppur con rammarico"
- Morgan: Daniele Magro (cantautore), preferendo Ambra Marie
- Ventura: Ambra Marie

### Settima puntata
- Data:  lunedì 23 febbraio 2009
- Ospiti:  Laura Pausini, Arisa e James Morrison con Ambra Marie.
- Canzoni cantate dagli ospiti:  Broken Strings (James Morrison e Ambra Marie) Primavera in anticipo (Laura Pausini) Sincerità (Arisa)

| Ordine       | Cantante                    | Giudice  | Canzone (cantante originale)                                                                       | Risultato  |
| ------------ | --------------------------- | -------- | -------------------------------------------------------------------------------------------------- | ---------- |
| 1            | Matteo                      | Morgan   | Broken Wings (Mr. Mister)                                                                          | Salvo      |
| 2            | Daniele Magro (cantautore)  | Ventura  | Black and Gold (Sam Sparro)                                                                        | Salvo      |
| 3            | Farias                      | Maionchi | Diamante (Zucchero Fornaciari)                                                                     | Salvi      |
| 4            | Andrea                      | Morgan   | I Shot the Sheriff (Bob Marley)                                                                    | Ultimi due |
|              |                             |          | |            |
| 5            | Noemi                       | Morgan   | Il paradiso (Patty Pravo)                                                                          | Ultimi due |
| 6            | The Bastard Sons of Dioniso | Maionchi | Shiny Happy People (R.E.M.)                                                                        | Salvi      |
| 7            | Jury                        | Ventura  | Viva la vida (Coldplay)                                                                            | Salvo      |
| 8            | Enrico                      | Morgan   | La cura (Franco Battiato)                                                                          | Salvo      |
| Ballottaggio |                             |          | |            |
| 1            | Andrea                      | Morgan   | Get Up, Stand up (Bob Marley) - Redemption Song (Bob Marley)                                       | Eliminato  |
| 2            | Noemi                       | Morgan   | I Heard It Through the Grapevine (Marvin Gaye) - Come il sole all'improvviso (Zucchero Fornaciari) | Salva      |

Voto dei giudici per eliminare:
- Ventura: Andrea
- Maionchi: Noemi, perché Andrea l'ha convinta durante il ballottaggio
- Morgan: Andrea, ritenendolo già pronto per fare un disco

INTEGRAZIONE
| Ordine | Cantante     | Giudice  | Canzone (cantante originale)  | Risultato |
| ------ | ------------ | -------- | ----------------------------- | --------- |
| 1      | John Frog    | Maionchi | Paradise City (Guns N' Roses) | Eliminati |
| 2      | Chiarastella | Morgan   | Wuthering Heights (Kate Bush) | In gara   |
| 3      | Giulia       | Ventura  | Medley Rispetto e Fever       | Eliminata |

### Ottava puntata
- Data:  lunedì 2 marzo 2009
- Ospiti:  Patty Pravo e i Finley
- Canzone cantata dagli ospiti:  Iris (Finley), Medley di Walk on the Wild Side e I giardini di Kensington (Patty Pravo con Morgan)

| Ordine       | Cantante                    | Giudice  | Canzone (cantante originale)                                          | Risultato  |
| ------------ | --------------------------- | -------- | --------------------------------------------------------------------- | ---------- |
| 1            | Matteo                      | Morgan   | Una giornata uggiosa (Lucio Battisti)                                 | Salvo      |
| 2            | Daniele Magro (cantautore)  | Ventura  | Another One Bites the Dust (Queen)                                    | Ultimi due |
| 3            | Farias                      | Maionchi | I'm Not In Love (10cc)                                                | Salvi      |
| 4            | Enrico                      | Morgan   | Once Upon a Long Ago (Paul McCartney)                                 | Salvo      |
|              |                             |          |                                                                       |            |
| 5            | Noemi                       | Morgan   | La costruzione di un amore (Ivano Fossati)                            | Salva      |
| 6            | The Bastard Sons of Dioniso | Maionchi | Che colpa abbiamo noi (Rokes)                                         | Salvi      |
| 7            | Jury                        | Ventura  | Wherever You Will Go (The Calling)                                    | Salvo      |
| 8            | Chiarastella                | Morgan   | True Colors (Cyndi Lauper)                                            | Ultimi due |
| Ballottaggio |                             |          |                                                                       |            |
| 1            | Daniele Magro (cantautore)  | Ventura  | Crazy (Gnarls Barkley) - Love's in Need of Love Today (Stevie Wonder) | Salvo      |
| 2            | Chiarastella                | Morgan   | Wuthering Heights (Kate Bush) - Isobel (Björk)                        | Eliminata  |

Voto dei giudici per eliminare:
- Morgan: Daniele, per salvare la propria artista, Chiarastella
- Ventura: Chiarastella, per salvare il proprio artista, Daniele
- Maionchi: Chiarastella

### Nona puntata
- Data:  lunedì 9 marzo 2009
- Ospiti:  Fiorello, i Gemelli Diversi e Anastacia
- Canzoni cantate dagli ospiti:  Vivi per un miracolo (Gemelli Diversi), Absolutely Positively (Anastacia)

| Ordine       | Cantante                    | Giudice  | Canzone (cantante originale)            | Risultato  | Ordine | Canzone (cantante originale)          | Risultato  |
| ------------ | --------------------------- | -------- | --------------------------------------- | ---------- | ------ | ------------------------------------- | ---------- |
| 1            | Farias                      | Maionchi | Africa (Toto)                           | Salvi      | 12     | Samarcanda (Roberto Vecchioni)        | Ultimi Due |
| 2            | Noemi                       | Morgan   | Knock on Wood (David Bowie)             | Salva      | 10     | Altrove (Morgan)                      | Salva      |
| 3            | Daniele Magro (cantautore)  | Ventura  | Come foglie (Malika Ayane)              | Salvo      | 11     | Honesty (Billy Joel)                  | Salvo      |
| 4            | Matteo                      | Morgan   | Il cielo (Renato Zero)                  | Salvo      | 13     | Arthur’s Theme (Christopher Cross)    | Salvo      |
| 5            | The Bastard Sons of Dioniso | Maionchi | Ticket to Ride (The Beatles)            | Salvi      | 8      | Contessa (Decibel)                    | Salvi      |
| 6            | Jury                        | Ventura  | Beautiful (Christina Aguilera)          | Salvo      | 9      | Goodbye Stranger (Supertramp)         | Salvo      |
| 7            | Enrico                      | Morgan   | Tutti i miei sbagli (Subsonica)         | Ultimi Due |        |                                       |            |
| Ballottaggio |                             |          |                                         |            |        |                                       |            |
| 1            | Enrico                      | Morgan   | Through the Barricades (Spandau Ballet) |            |        | Una lunga storia d'amore (Gino Paoli) | Salvo      |
| 2            | Farias                      | Maionchi | Quando nasce un amore (Anna Oxa)        |            |        | Pajarito (canto della Patagonia)      | Eliminati  |

Voto dei giudici per eliminare:
- Maionchi: Enrico per salvare i propri artisti (i Farias), nonostante affermi che Enrico sia molto collocabile in ambito discografico
- Morgan: Farias per salvare il proprio artista, Enrico
- Ventura: Farias perché crede che Enrico meriti di continuare

### Decima puntata
- Data:  martedì 17 marzo 2009
- Ospiti:  i Take That, Piero Pelù
- Canzoni cantate dagli ospiti:  Mama Ma-donna (Pelù), The Garden (Take That)

| Ordine       | Cantante                    | Giudice  | Canzone (cantante originale)              | Risultato  | Ordine | Canzone (cantante originale)          | Risultato  |
| ------------ | --------------------------- | -------- | ----------------------------------------- | ---------- | ------ | ------------------------------------- | ---------- |
| 1            | Matteo                      | Morgan   | Ancora Ancora Ancora (Mina)               | Salvo      | 9      | Eye in the Sky (Alan Parsons Project) | Salvo      |
| 2            | Jury                        | Ventura  | Chariot (Gavin DeGraw)                    | Salvo      | 8      | A te (Jovanotti)                      | Salvo      |
| 3            | Noemi                       | Morgan   | Upside Down (Diana Ross)                  | Salva      | 11     | L'immensità (Mina)                    | Ultimi Due |
| 4            | The Bastard Sons of Dioniso | Maionchi | Ventiquattromila baci (Adriano Celentano) | Salvi      | 7      | Walk This Way (Aerosmith)             | Salvi      |
| 5            | Enrico                      | Morgan   | Guarda che luna (Fred Buscaglione)        | Ultimi Due |        |                                       |            |
| 6            | Daniele Magro (cantautore)  | Ventura  | Calling You (Jevetta Steele)              | Salvo      | 10     | Il mare d'inverno (Loredana Bertè)    | Salvo      |
| Ballottaggio |                             |          |                                           |            |        |                                       |            |
| 1            | Enrico                      | Morgan   | Impressioni di settembre (PFM)            |            |        | Io che amo solo te (Sergio Endrigo)   | Eliminato  |
| 2            | Noemi                       | Morgan   | Amandoti (Gianna Nannini)                 |            |        | Albachiara (Vasco Rossi)              | Salva      |

Voto dei giudici per eliminare:
- Ventura: Enrico perché tra i due preferisce Noemi
- Maionchi: Enrico, perché pensa che Noemi abbia "una marcia in più" e l'"X factor vocale"
- Morgan: non vota perché è già stata raggiunta la maggioranza ("Tanto ormai hanno eliminato me, praticamente"); ha comunque successivamente dichiarato che anche lui avrebbe salvato Noemi, ritenendola più pronta per la finale

INTEGRAZIONE
| Ordine | Cantante | Giudice  | Canzone (cantante originale) | Risultato |
| ------ | -------- | -------- | ---------------------------- | --------- |
| 1      | Silvia   | Ventura  | Spotlight (Jennifer Hudson)  | Eliminata |
| 2      | Antani   | Maionchi | Dancing Queen (ABBA)         | Eliminati |
| 3      | Laura    | Morgan   | Grace (Jeff Buckley)         | In gara   |

### Undicesima puntata
- Data:  martedì 24 marzo 2009
- Ospiti:  Mike Bongiorno, Amy Macdonald, John Legend, Ivano Fossati
- Canzoni cantate dagli ospiti:  Everybody Knows (Legend), La guerra dell'acqua (Fossati), Una notte in Italia (Fossati e Morgan), This Is the Life (Macdonald)

Tema: una canzone in italiano e una in inglese; nella prima manche ogni artista canta con un concorrente della stessa categoria precedentemente eliminato.
| Ordine       | Cantante                    | Giudice  | Canzone (cantante originale)                                       | Canta con   | Risultato  | Ordine | Canzone (cantante originale)                                                      | Risultato  |
| ------------ | --------------------------- | -------- | ------------------------------------------------------------------ | ----------- | ---------- | ------ | --------------------------------------------------------------------------------- | ---------- |
| 1            | Noemi                       | Morgan   | Nice (Nietzsche) che dice (Zucchero Fornaciari)                    | Andrea      | Salva      | 8      | The Crying Game (Boy George)                                                      | Salva      |
| 2            | Daniele Magro (cantautore)  | Ventura  | No More Tears (Enough Is Enough) (Donna Summer e Barbra Streisand) | Serena      | Salvo      | 7      | Stai fermo lì (Giusy Ferreri)                                                     | Salvo      |
| 3            | The Bastard Sons of Dioniso | Maionchi | Eppur mi son scordato di te (Lucio Battisti)                       | Farias      | Salvi      | 11     | Spirit in the Sky (Norman Greenbaum)                                              | Salvi      |
| 4            | Laura                       | Morgan   | Per un'ora d'amore (Matia Bazar)                                   | Enrico      | Ultimi Due |        | (avrebbe cantato There Must Be an Angel (Playing with My Heart) degli Eurythmics) |            |
| 5            | Jury                        | Ventura  | Life on Mars? (David Bowie)                                        | Ambra Marie | Salvo      | 9      | La musica che gira intorno (Ivano Fossati)                                        | Ultimi Due |
| 6            | Matteo                      | Morgan   | The Power of Love (Frankie Goes to Hollywood)                      | Elisa       | Salvo      | 10     | Sei bellissima (Loredana Bertè)                                                   | Salvo      |
| Ballottaggio |                             |          |                                                                    |             |            |        |                                                                                   |            |
| 1            | Laura                       | Morgan   | There Must Be an Angel (Playing with My Heart) (Eurythmics)        |             |            |        | Se telefonando (Mina)                                                             | Eliminata  |
| 2            | Jury                        | Ventura  | Drops of Jupiter (Tell Me) (Train)                                 |             |            |        | You've Got a Friend (Carole King)                                                 | Salvo      |

Voto dei giudici per eliminare:
- Morgan: Jury, per salvare la propria artista, Laura
- Ventura: Laura, per salvare il proprio artista, Jury
- Maionchi: Laura, perché preferisce Jury discograficamente

### Dodicesima puntata
- Data:  martedì 31 marzo 2009
- Ospiti:  Malika Ayane, J-Ax, Pino Daniele, Enrico Ruggeri
- Canzoni cantate dagli ospiti:  I vecchietti fanno oh (J-Ax), Il sole dentro di me (Pino Daniele featuring J-Ax), Come foglie (Ayane)

Tema: una canzone in italiano e una in inglese, ma Daniele le ha cantate tutte e due in inglese; nella seconda manche ogni artista ha cantato un brano unplugged, con una band che ha suonato live la base della canzone.
| Ordine       | Cantante                    | Giudice  | Canzone (cantante originale)                 | Risultato  | Ordine | Canzone (cantante originale)                       | Risultato  |
| ------------ | --------------------------- | -------- | -------------------------------------------- | ---------- | ------ | -------------------------------------------------- | ---------- |
| 1            | Daniele Magro (cantautore)  | Ventura  | I Say a Little Prayer (Burt Bacharach)       | Salvo      | 9      | On Broadway (George Benson)                        | Salvo      |
| 2            | Noemi                       | Morgan   | What’s Love got to Do with it? (Tina Turner) | Ultimi Due |        | (avrebbe cantato Canzone per te di Sergio Endrigo) |            |
| 3            | The Bastard Sons of Dioniso | Maionchi | I Wanna Be Sedated (Ramones)                 | Salvi      | 8      | Sono bugiarda (Caterina Caselli)                   | Salvi      |
| 4            | Matteo                      | Morgan   | Un nuovo amico (Riccardo Cocciante)          | Salvo      | 6      | I'll fly for you (Spandau Ballet)                  | Salvo      |
| 5            | Jury                        | Ventura  | Amore bello (Claudio Baglioni)               | Salvo      | 7      | Sunny (Bobby Hebb)                                 | Ultimi Due |
| Ballottaggio |                             |          |                                              |            |        |                                                    |            |
| 1            | Noemi                       | Morgan   | Altrove (Morgan)                             |            |        | Ain't No Sunshine (Bill Withers)                   | Eliminata  |
| 2            | Jury                        | Ventura  | Beautiful (Christina Aguilera)               |            |        | You Give Me Something (James Morrison)             | Salvo      |

Voto dei giudici per eliminare:
- Morgan: Jury per salvare la sua artista, Noemi che ritiene aver fatto un bel percorso
- Ventura: Noemi per salvare il suo artista, Jury che vuole cantare il suo inedito
- Maionchi: Noemi, basandosi sull'esibizione della serata e non sul percorso complessivo dei due cantanti

### Tredicesima puntata
- Data:  martedì 14 aprile 2009
- Ospiti:  Gianna Nannini, Mogol, Noemi
- Canzoni cantate dagli ospiti:  Briciole (Noemi), Attimo (Nannini)
- Tema:  2 cover, 1 inedito

| Ordine       | Cantante                    | Giudice  | Canzone (cantante originale)  | Ordine | Canzone (cantante originale)                 | Ordine | Inedito (autori)                             | Risultato  |
| ------------ | --------------------------- | -------- | ----------------------------- | ------ | -------------------------------------------- | ------ | -------------------------------------------- | ---------- |
| 1            | Jury                        | Ventura  | Qualcosa di Grande (Lùnapop)  | 8      | It's a Heartache (Rod Stewart)               | 11     | Mi fai spaccare il mondo (Jury Magliolo)     | Ultimi Due |
| 2            | The Bastard Sons of Dioniso | Maionchi | All Shook Up (Elvis Presley)  | 7      | Tutta mia la città (Equipe 84)               | 12     | L'amor carnale (The Bastard Sons of Dioniso) | Salvi      |
| 3            | Matteo                      | Morgan   | Caruso (Lucio Dalla)          | 5      | Stairway to Heaven (Led Zeppelin)            | 10     | Impossibile (Andrea Bonomo/Luca Chiaravalli) | Salvo      |
| 4            | Daniele Magro (cantautore)  | Ventura  | Killing Me Softly (Fugees)    | 6      | Estate (Negramaro)                           | 9      | No (Daniele Magro)                           | Ultimi Due |
| Ballottaggio |                             |          |                               |        |                                              |        |                                              |            |
| 1            |                             | Ventura  | Stai fermo lì (Giusy Ferreri) |        | Tutto quello che un uomo (Sergio Cammariere) |        |                                              | Eliminato  |
| 2            | Jury                        | Ventura  | Chariot (Gavin DeGraw)        |        | Sunny (Bobby Hebb)                           |        |                                              | Salvo      |

Voto dei giudici per eliminare:
- Maionchi: Daniele per aver apprezzato maggiormente l'esibizione dell'inedito di Jury
- Morgan: Jury per lasciare la decisione a Simona essendo due cantanti della sua categoria.
- Ventura: Daniele convinta che l'artista sia capace di interagire ugualmente con il mondo della musica al di fuori della trasmissione.

### Quattordicesima puntata
- Data:  domenica 19 aprile 2009[3]
- Ospiti:  Gianluca Grignani, Renato Zero, Riccardo Cocciante, Elio e le Storie Tese e gli Aram Quartet
- Canzoni cantate dagli ospiti:  Margherita (Cocciante) in duetto con Matteo; La mia storia tra le dita (Grignani) in duetto con Jury ; Uomini col borsello (Elio e le Storie Tese) in duetto con The Bastard Sons of Dioniso ; Ancora qui (Zero); Il pericolo è il mio mestiere (Aram Quartet)
- Tema:  2 cover (una cantata in duetto con uno degli ospiti), inedito, cavallo di battaglia (solo per i due finalisti)

| Ordine      | Cantante                    | Giudice  | Canzone (cantante originale)                  | Ordine | Canzone (cantante originale)                          | Ordine | Inedito (autori)                             | Risultato     |
| ----------- | --------------------------- | -------- | --------------------------------------------- | ------ | ----------------------------------------------------- | ------ | -------------------------------------------- | ------------- |
| 1           | Matteo                      | Morgan   | Margherita (Riccardo Cocciante)               | 6      | Somebody to Love (Queen)                              | 9      | Impossibile (Andrea Bonomo/Luca Chiaravalli) | Salvo         |
| 2           | Jury                        | Ventura  | La mia storia tra le dita (Gianluca Grignani) | 5      | A chi (Fausto Leali)                                  | 7      | Mi fai spaccare il mondo (Jury Magliolo)     | Terzo         |
| 3           | The Bastard Sons of Dioniso | Maionchi | Uomini col borsello (Elio e le Storie Tese)   | 4      | With a little help from my friends (The Beatles)      | 8      | L'amor carnale (The Bastard Sons of Dioniso) | Salvi         |
| Finalissima |                             |          |                                               |        |                                                       |        |                                              |               |
| 1           | The Bastard Sons of Dioniso | Maionchi | Contessa (Decibel)                            | 3      | Suite Judy Blue Eyes (Crosby, Stills, Nash and Young) |        |                                              | Secondi 49%   |
| 2           | Matteo                      | Morgan   | Ancora Ancora Ancora (Mina)                   | 4      | I'll fly for you (Spandau Ballet)                     |        |                                              | Vincitore 51% |

## X Factor -Il Galà
Il 21 giugno 2009 è andato in onda su Rai 2, sempre condotto da Francesco Facchinetti, X Factor - Il Galà, puntata speciale della seconda edizione del talent show che ha visto l'assegnazione del premio della critica e alcuni duetti con gli artisti delle Nuove Proposte del Festival di Sanremo 2009. La puntata ha registrato l'11,40% di share con 645.000 spettatori.

### Premio della Critica
Di seguito viene riportata la classifica dei primi otto classificati per il Premio della Critica:
- 01. The Bastard Sons of Dioniso con 318 voti
- 02. Noemi: con 310 voti
- 03. Daniele Magro (cantautore): con 280 voti
- 04. Jury: con 274 voti
- 05. Ambra Marie: con 267 voti
- 06. Matteo Becucci: con 265 voti
- 07. Elisa Rossi: con 264 voti
- 08. Enrico Nordio: con 255 voti

### Duetti sanremesi
Durante il galà sono state eseguite alcune performance tra le Nuove Proposte del Festival di Sanremo 2009 ed alcuni tra i protagonisti della seconda edizione di X Factor. Di seguito elencati i duetti sulle canzoni di nuova generazione eseguiti sul palco della kermesse:
- 01. Noemi e Chiara Canzian in Prova a dire il mio nome
- 02. Farias e Malika Ayane in Come foglie
- 03. Matteo Becucci e Karima in Come in ogni ora
- 04. Daniele Magro (cantautore) e Simona Molinari in Egocentrica
- 05. Daniele Magro (cantautore) e Irene Fornaciari in Spiove il sole
- 06. Jury Magliolo e Filippo Perbellini in Cuore senza cuore

(La vincitrice della categoria Arisa non poté essere presente).

## Ospiti
| Puntata | Ospiti nei Live Show                                                                         |
| ------- | -------------------------------------------------------------------------------------------- |
| 1       | Giusy Ferreri e gli Aram Quartet                                                             |
| 2       | Cesare Cremonini                                                                             |
| 3       | Seal                                                                                         |
| 4       | Fiorella Mannoia e Teo Teocoli                                                               |
| 5       | Irene Grandi e Alessandro Gassman                                                            |
| 6       | Nek e Miguel Bosé                                                                            |
| 7       | Laura Pausini, Arisa, James Morrison e Ambra Marie                                           |
| 8       | Patty Pravo e i Finley                                                                       |
| 9       | Fiorello, Gemelli Diversi e Anastacia                                                        |
| 10      | Take That e Piero Pelù                                                                       |
| 11      | Mike Bongiorno, Amy Macdonald, John Legend e Ivano Fossati                                   |
| 12      | Malika Ayane, J-Ax, Pino Daniele e Enrico Ruggeri                                            |
| 13      | Gianna Nannini, Mogol e Noemi                                                                |
| 14      | Renato Zero, Gianluca Grignani, Riccardo Cocciante, Elio e le Storie Tese e gli Aram Quartet |

## Piazzamenti in classifica

### Compilation
| Anno | Titolo                              | Etichetta   | Posizioni in classifica | Settimane di permanenza |
| ---- | ----------------------------------- | ----------- | ----------------------- | ----------------------- |
| 2009 | X Factor Anteprima Compilation 2009 | BMG Ricordi | 3                       | 13                      |
| 2009 | X Factor Finale Compilation 2009    | BMG Ricordi | 1                       | 10                      |

#### Brani delle compilation e degli EP entrati in classifica
| Artista                      | Brano                      | Posizioni in classifica |
| Artista                      | Brano                      | Italia                  |
| ---------------------------- | -------------------------- | ----------------------- |
| The Bastard Sons Of Dioniso  | Contessa                   | 4                       |
| Noemi                        | La costruzione di un amore | 15                      |
| Matteo Becucci               | Somebody to Love           | 22                      |
| Matteo Becucci & Elisa Rossi | The Power of Love          | 9                       |
| Matteo Becucci               | Ancora Ancora Ancora       | 32                      |
| Matteo Becucci               | Sei bellissima             | 33                      |
| Noemi                        | Canzone per te             | 36                      |
| Enrico Nordio                | Impressioni di Settembre   | 45                      |

#### Singoli di beneficenza
| Artista                 | Brano                                                    | Posizioni in classifica |
| Artista                 | Brano                                                    | Italia                  |
| ----------------------- | -------------------------------------------------------- | ----------------------- |
| Finalisti X Factor 2009 | You've Got a Friend (a favore dei terremotati d'Abruzzo) | 1                       |

### Inediti
| Artista                     | Brano                    | Posizioni in classifica | Settimane di permanenza | Certificazione | Copie vendute |
| Artista                     | Brano                    | Italia                  | Settimane di permanenza | Certificazione | Copie vendute |
| --------------------------- | ------------------------ | ----------------------- | ----------------------- | -------------- | ------------- |
| Noemi                       | Briciole                 | 2                       | 10                      | Disco d'oro    | 15.000+       |
| The Bastard Sons of Dioniso | L'amor carnale           | 1                       | 2                       | —              | —             |
| Matteo Becucci              | Impossibile              | 2                       | 1                       | —              | —             |
| Jury                        | Mi fai spaccare il mondo | 3                       | 1                       | —              | —             |
| Daniele Magro (cantautore)  | No                       | 16                      | 1                       | —              | —             |
| Farias                      | Espina Y Rosa            | 49                      | 1                       | —              | —             |

### EP
| Artista                     | Album                    | Posizioni in classifica | Posizioni in classifica | Settimane di permanenza | Certificazione   | Copie vendute |
| Artista                     | Album                    | Italia                  | Europa                  | Settimane di permanenza | Certificazione   | Copie vendute |
| --------------------------- | ------------------------ | ----------------------- | ----------------------- | ----------------------- | ---------------- | ------------- |
| Noemi                       | Noemi                    | 8                       | 97                      | 21                      | Disco di platino | 50.000+       |
| The Bastard Sons of Dioniso | L'amor carnale           | 4                       | —                       | 6                       | Disco d'oro      | 30.000+       |
| Matteo Becucci              | Impossibile              | 5                       | —                       | 4                       | Disco d'oro      | 25.000+       |
| Jury                        | Mi fai spaccare il mondo | 16                      | —                       | 2                       | —                | —             |
| Daniele Magro (cantautore)  | No                       | 46                      | —                       | 2                       | —                | —             |
| Enrico Nordio               | La macchina dei sogni    | —                       | —                       | —                       | —                | —             |
| Farias                      | La mentirosa             | —                       | —                       | —                       | —                | —             |

## Tour
Durante l'estate 2009 i ragazzi di X Factor che hanno avuto maggiore successo sono stati impegnati nell'X Factor tour.
Nel tour la band era composta da Stefano Cisotto (tastiere), Sergio Pescara (batteria), Gianni Cicogna (basso) e Michele Quaini (chitarra).

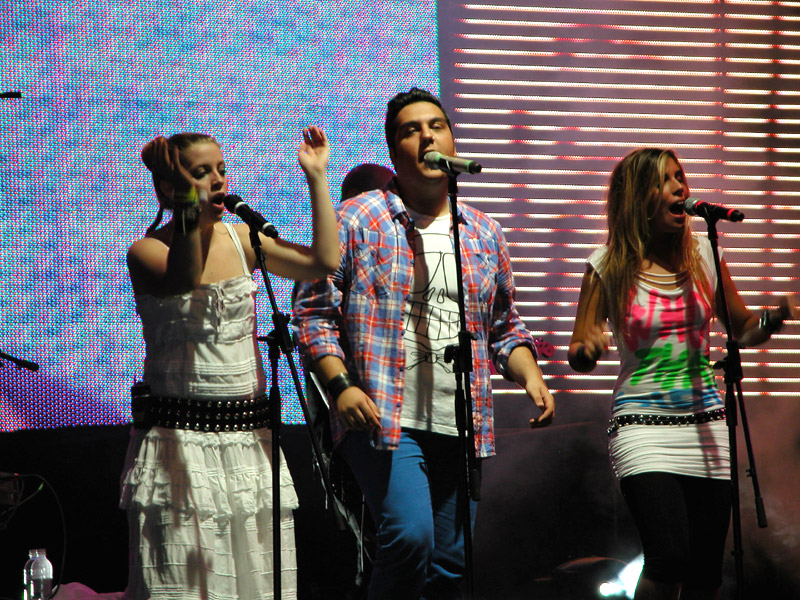
Noemi, Daniele Magro (cantautore) e Ambre Marie al Tour di X-Factor (Cittadella di Alessandria - 2 luglio 2009)

| Anno | Mese   | Giorno | Tappa                                                    |
| ---- | ------ | ------ | -------------------------------------------------------- |
| 2009 | giugno | 27     | Rho (Milano) - Rho Alive 2009                            |
| 2009 | luglio | 2      | Alessandria - Cittadella Militare                        |
| 2009 | luglio | 3      | Alessandria - Cittadella Militare                        |
| 2009 | luglio | 4      | Grugliasco (Torino) - Gruvillage                         |
| 2009 | luglio | 10     | Parma - Palazzo della Pilotta                            |
| 2009 | luglio | 14     | Ventimiglia - Piazza Resentello (Rotonda sul mare)       |
| 2009 | luglio | 15     | Genova - Porto antico                                    |
| 2009 | luglio | 16     | Carrara - Piazza Alberica                                |
| 2009 | luglio | 17     | Canosi di Luzzara (Reggio Emilia) - Casoni a tutta birra |
| 2009 | agosto | 2      | Civitavecchia - Piazza                                   |
| 2009 | agosto | 7      | Piombino (Livorno) - Porto                               |
| 2009 | agosto | 8      | Majano (Udine) - Campo sportivo                          |